# San Lorenzo, San Lorenzo
San Lorenzo är en kommunhuvudort i Mexiko.   Den ligger i kommunen San Lorenzo och delstaten Oaxaca, i den sydöstra delen av landet, 400 km söder om huvudstaden Mexico City. San Lorenzo ligger 267 meter över havet och antalet invånare är 2 079.
Terrängen runt San Lorenzo är kuperad åt nordväst, men åt sydost är den platt. Runt San Lorenzo är det ganska tätbefolkat, med 96 invånare per kvadratkilometer. Närmaste större samhälle är Santiago Jamiltepec, 13,5 km söder om San Lorenzo. Omgivningarna runt San Lorenzo är huvudsakligen savann.